# 널힘줄

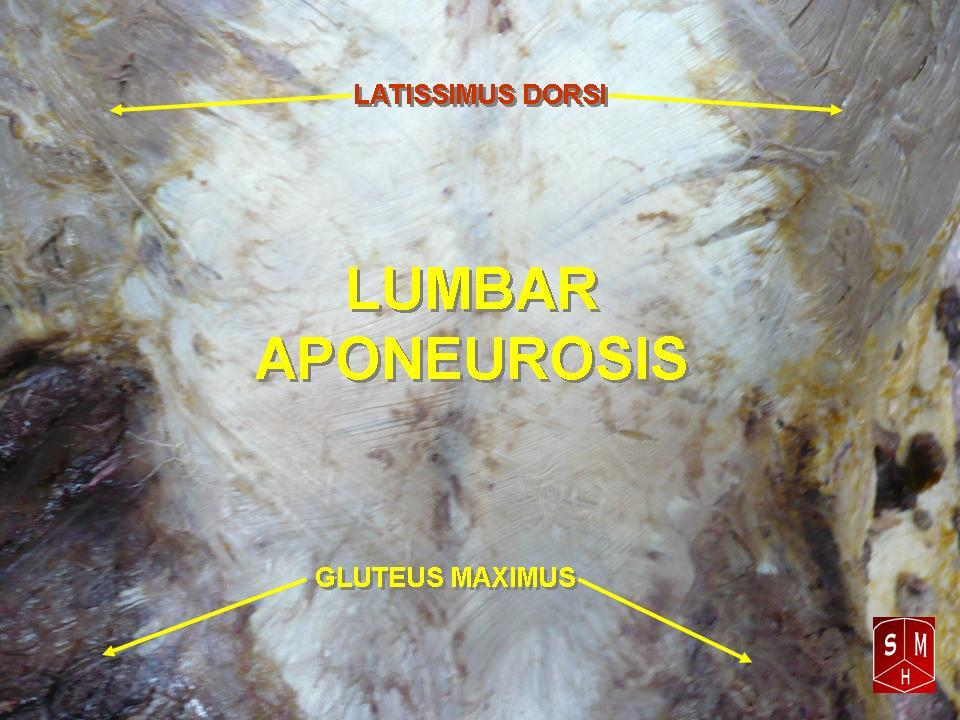

널힘줄(aponeurosis) 또는 건막은 힘줄을 싸고 있는 막이다.
널힘줄은 막처럼 얇고 넓은 힘줄이다. 근육을 고정시키거나 근육과 근육을 움직이는 부분을 연결한다. 콜라겐을 분비하는 방추처럼 생긴 섬유아세포와 바르게 배열된 교원섬유다발 등으로 이루어진 질긴 섬유성 결합조직으로 구조는 힘줄이나 인대와 비슷하다.

## 해부학

### 두피 널힘줄
머리덮개 널힘줄은 앞쪽의 전두근에서 뒤쪽의 후두근까지 이어지는 조밀한 섬유 조직의 단단한 층이다.

## 같이 보기
- 근막 (fascia)
- 힘줄 (건(腱), tendon)
- 기관지 (해부학) (bronchus)
- 사이뇌 (간뇌, diencephalon)